# 이승헌 (물리학자)
이승헌(1963년 12월 1일 ~ ) 은 미국의 물리학자로, 버지니아대학교의 석좌교수이다.

## 이력
익산에서 태어나 1985년 고려대 물리학과를 졸업하고 1987년에 동 대학원에서 석사 학위를 받았다. 1996년 미국 존스홉킨스대학에서 물리학 박사 학위를 취득했다. 중성자와 엑스레이 산란을 이용한 고체 물리학 전공. 5편의 '네이처'(Nature) 자매지 논문을 포함, 현재까지 약 120여편의 SCI 논문을 출판했다. 1996년에서 2004년까지 미국 국립표준연구소 물리학자를 역임했다. 2005년에서 2009년까지 버지니아 대학 물리학과 부교수로 지내다가 2009년부터 현재까지 버지니아대학 물리학과 교수로 재직 중이다. 미국 국립 표준연구소 젊은 과학자상을 받았으며 재미한국물리학자협회의 젊은 과학자상과 미국중성자산란협회 과학상을 수상했다. 2013년, 미국물리학회 응집물질분과의 추천에 의해, '중성자 산란을 이용하여 기하학적 복잡 자성물질내의 전자의 자성과 궤도 물리에 대한 이해에 기여한 업적'을 인정받아, 미국물리학회 석학회원(펠로우)으로 선임되었다. 2014년 여름부터 버지니아대학에서 석좌교수(정식타이틀: Commonwealth Professor)로 선임되어 재직 중이다.

## 천안함 사건 관련
이승헌은 크게 두가지 이유로 천안함의 어뢰 폭침설에 반대하고 잠수함 충돌설을 주장한다. 첫번째는 어뢰 폭발시 온도가 수천도에 이르러야 하는데 그런 열의 흔적이 천안함의 잔해나 어뢰에 남아있지 않다는 것이고 다른 하나는 어뢰의 알루미늄 산화물이 폭발에 의해 생긴것이 아니라는 주장이다.
첫 번째 주장과 관하여 이승헌은 대기중에서의 폭발을 그대로 가정하여 어뢰의 폭발은 비가역적으로 이루어져 버블이 팽창한 이후에도 초기 폭발온도가 보존되어 어뢰에 써져있는 1번 부근이 3000도 이상이어야 한다고 주장한다. 그러나 대부분의 학자들은 수중 폭발의 경우 에너지 보존법칙에 따라 열이 물을 밀어내는 운동에너지로 변환되는 가역적 과정으로 가정하여 온도가 급격히 떨어진다고 주장한다. 이에 이승헌은 비가역적이라는 주장을 한다.
두번째 논점과 관련하여 이승헌은  합조단이 제시한 어뢰의 알루미늄 산화물이 폭발에 의한 것이 아니라는 주장을 제기하였다. 합조단이 실험실에서 재현한 알루미늄 산화물 EDS 데이터의 일부가 본인들의 실험에서는 재현되지 않았다며 합조단 데이터의 조작을 주장한 것으로 그 결과는 The International Journal of Science in Society라는 더 이상 출판되지 않는 저널에 실렸다. 더불어 이승헌 교수는 합조단이 실행한 모의폭발실험을 공동으로 같이 하자고 제안을 하였다.
그러나 이러한 이승헌 교수의 실험과 주장은 기본 가정이 화약도 사용하지 않고 수중 폭발과는 차이가 많아 국내외 학계의 많은 비판을 받았다. 특히 카이스트의 송태호 교수는 이승헌 교수에게 끝장토론을 제안하였으나 이승헌 교수는 받아드리지 않았다. 조선일보는 천안함 침몰 1주년 특집기사를 통해 이러한 학계의 비판을 보도하였다.  이에 이승헌 교수는 조선일보에 정정보도 청구 소송을 제기하였다. 이승헌 교수는 1심에서는 일부 승소하였으나, 결국 대법원에서 패소하였다. 한편 디지털조선일보사는 이승헌 교수가 나꼼수에 출연하여 말한 발언들을 왜곡 보도하였고 이에 이승헌 교수는 정정보도 청구 소송을 제기하여 1심과 2심에서 승소를 하였고, 디지털조선일보사가 대법원에 항고를 하지 않아 이승헌 교수의 승소로 확정되었다.

## 참고서적/논문/기사
- 《Origin of long lifetime of band-edge charge carriers in organic–inorganic lead iodide perovskites》, Tianran Chena, Wei-Liang Chen, Benjamin J. Foley, Jooseop Lee, Jacob P. C. Ruff, J. Y. Peter Ko, Craig M. Brown, Leland W. Harriger, Depei Zhang, Changwon Park, Mina Yoon, Yu-Ming Chang, Joshua J. Choi, and Seung-Hun Lee, Proceedings of the National Academy of Sciences of the United States of America (PNAS), 2017년
- 《Aging, memory, and nonhierarchical energy landscape of spin jam》, A. Samarakoon, T. J. Sato, T. Chen, G-W. Chern, J. Yang, I. Klich, R. Sinclair, H. Zhou, and S.-H. Lee, Proceedings of the National Academy of Sciences of the United States of America (PNAS), 2016년
- 《Spin jam induced by quantum fluctuations in a frustrated magnet》, J. Yang, A. Samarakoon, S. Dissanayake, H. Ueda, I. Klich, K. Iida, D. Pajerowski, N. P. Butch, Q. Huang, J. R. D. Copley, and S.-H. Lee, Proceedings of the National Academy of Sciences of the United States of America (PNAS), 2015년
- 《Glassiness and exotic entropy scaling induced by quantum fluctuations in a disorder-free frustrated magnet》, I. Klich, S.-H. Lee, K. Iida, Nature Communications, 2014년
- 《South Korean Government’s Failure to Link the Cheonan’s Sinking to North Korea: Incorrect Inference and Fabrication of Scientific Data》, Seung-Hun Lee and Jae-Jung Suh, The International Journal of Science in Society, 2013년
- 《과학의 양심, 천안함을 추적하다》, 창비, 2010년
- 《South Korean Probe Won't Settle Warship Dispute.》, Mark Thompson, Time, 2010년
- 《Controversy over South Korea's sunken ship; Physicists' research casts doubt on idea that North Korean torpedo downed vessel.》, David Cyranoski, Nature, 2010년
- 《Emergent excitations in a geometrically frustrated magnet》, S.-H. Lee et al., Nature, 2002년